# Główny Urząd Zaopatrywania Armii
Główny Urząd Zaopatrywania Armii (GUZA) - urząd utworzony na mocy ustawy Sejmu Ustawodawczego z dnia 11 kwietnia 1919 r. o utworzeniu Głównego Urzędu Zaopatrywania Armii.
Na czele GUZA stał dyrektor mianowany przez Radę Ministrów na wniosek Ministra Spraw Wojskowych, któremu bezpośrednio podlegał. Przedstawicielem Ministra Spraw Wojskowych w Komitecie Doradczym przy GUZA był pułkownik inżynier Wacław Marcolla. 12 czerwca 1919 roku Minister Spraw Wojskowych zatwierdził etat Kancelarii Przedstawiciela M.S.Wojsk. w Komitecie Doradczym przy GUZA. 
Urząd został zniesiony ustawą z dnia 18 grudnia 1920 roku w przedmiocie reorganizacji sprawy zaopatrywania armii, która weszła w życie 15 stycznia 1921 roku. Wszystkie kompetencje urzędu przeniesiono na Ministerstwo Spraw Wojskowych kierowane wówczas przez generała porucznika Kazimierza Sosnkowskiego.